# Natale e quale show (seconda edizione)
La seconda edizione del talent show Natale e quale show (spin-off di Tale e quale show) è andata in onda l'11 dicembre 2022 in una puntata unica con la conduzione di Carlo Conti in prima serata su Rai 1.
La giuria è composta da Loretta Goggi, Giorgio Panariello e Cristiano Malgioglio affiancati dal giudice imitatore Ubaldo Pantani nelle vesti di Paolo Fox.
La serata vede il sottotitolo Speciale Telethon poiché ha aperto la trentatreesima edizione della maratona televisiva Telethon.
L'edizione è stata vinta da Virginio con l'interpretazione di George Michael in Last Christmas.

## Il programma
Questo spin-off prevede una gara fra sedici VIP che hanno partecipato alle precedenti edizioni del programma. Ciascuno di essi è impegnato nell'imitazione di personaggi celebri del mondo della canzone attraverso la reinterpretazione dei brani di questi ultimi dal vivo. Al termine della serata sono sottoposti al giudizio di una giuria. Ogni giurato dichiara i suoi voti per ciascun concorrente, assegnando da sei a diciotto punti. Inoltre, ciascun concorrente in gara deve dare cinque punti ad uno dei concorrenti o a sé stesso, che si sommano a quelli assegnati dalla giuria, determinando così la classifica della puntata.

## Cast

### Concorrenti

#### Uomini
| Concorrente         | Edizione di provenienza | Posizione |
| ------------------- | ----------------------- | --------- |
| Gabriele Cirilli    | 1ª edizione             | 3º posto  |
| Paolo Conticini     | 2ª edizione             | 5º posto  |
| Valerio Scanu       | 4ª edizione             | 2º posto  |
| Alessandro Greco    | 4ª edizione             | 5º posto  |
| Leonardo Fiaschi    | 6ª edizione             | 6º posto  |
| Agostino Penna      | 9ª edizione             | 1º posto  |
| Virginio            | 10ª edizione            | 2º posto  |
| Pierpaolo Pretelli  | 11ª edizione            | 5º posto  |
| Antonino Spadaccino | 12ª edizione            | 1º posto  |
| Gilles Rocca        | 12ª edizione            | 3º posto  |

#### Donne
| Concorrente       | Edizione di provenienza | Posizione |
| ----------------- | ----------------------- | --------- |
| Roberta Bonanno   | 8ª edizione             | 3º posto  |
| Jessica Morlacchi | 9ª edizione             | 4º posto  |
| Francesca Alotta  | 11ª edizione            | 2º posto  |
| Deborah Johnson   | 11ª edizione            | 3º posto  |
| Rosalinda Cannavò | 12ª edizione            | 7º posto  |
| Valeria Marini    | 12ª edizione            | 11º posto |

### Giudici
La giuria è composta da:
- Loretta Goggi[1]
- Cristiano Malgioglio
- Giorgio Panariello

#### Quarto giudice
In quest'edizione la giuria è stata affiancata dalla presenza di un imitatore, che partecipa al voto delle esibizioni e stila una propria classifica come quarto giudice, vestendo i panni di un personaggio famoso per l'intera serata.
| Messa in onda    | Quarto giudice    | Quarto giudice      |
| Messa in onda    | Giudice imitatore | Personaggio imitato |
| ---------------- | ----------------- | ------------------- |
| 11 dicembre 2022 | Ubaldo Pantani    | Paolo Fox           |

### Co-conduttrice
- Carolina Rey

### Coach
I coach dei concorrenti sono:
- Daniela Loi: vocal coach
- Matteo Becucci: vocal coach
- Maria Grazia Fontana: vocal coach
- Fabrizio Mainini: coreografo
- Emanuela Aureli: imitatrice
- Antonio Mezzancella: vocal coach
- Pinuccio Pirazzoli: direttore d'orchestra

## Puntata
La seconda edizione di Natale e quale show è andata in onda l'11 dicembre 2022 ed è stata vinta da Virginio, che ha interpretato George Michael in Last Christmas.
| Ordine | Canzone e cantante imitato                              | Concorrente                            | Già imitato                | Punteggio | Panariello | Goggi | Malgioglio | Pantani | Concorrenti | Social | Bonus |
| ------ | ------------------------------------------------------- | -------------------------------------- | -------------------------- | --------- | ---------- | ----- | ---------- | ------- | ----------- | ------ | ----- |
| 4      | Last Christmas - George Michael                         | Virginio                               | Sì                         | 75        | 15         | 17    | 15         | 15      | 5           | 3      | 5     |
| 6      | Oh Happy Day - Whoopi Goldberg                          | Deborah Johnson                        | No                         | 74        | 16         | 18    | 18         | 17      | 5           | -      | -     |
| 5      | Così celeste - Zucchero                                 | Alessandro Greco                       | Sì                         | 71        | 17         | 15    | 16         | 18      | 5           | -      | -     |
| 7      | Let it Snow! Let it Snow! - Frank Sinatra               | Valerio Scanu                          | No                         | 68        | 18         | 13    | 17         | 14      | 5           | 1      | -     |
| 11     | Astro del ciel - Andrea Bocelli                         | Agostino Penna                         | Sì                         | 59        | 14         | 10    | 14         | 16      | 5           | -      | -     |
| 12     | All I Want for Christmas is You - Mariah Carey          | Francesca Alotta                       | Sì                         | 54        | 13         | 12    | 12         | 12      | 5           | -      | -     |
| 10     | Hallelujah - Jon Bon Jovi                               | Gilles Rocca                           | Sì                         | 54        | 12         | 16    | 11         | 10      | 5           | -      | -     |
| 8      | Happy Christmas - Céline Dion                           | Jessica Morlacchi                      | Sì                         | 51        | 11         | 14    | 13         | 8       | 5           | -      | -     |
| 9      | Jingle Bell Rock - Achille Lauro e Annalisa             | Pierpaolo Pretelli e Rosalinda Cannavò | Sì (Pretelli) No (Cannavò) | 46        | 8          | 8     | 9          | 11      | 5           | 5      | -     |
| 13     | White Christmas - Claudio Baglioni e Riccardo Cocciante | Antonino Spadaccino e Paolo Conticini  | Sì                         | 45        | 10         | 7     | 10         | 13      | 5           | -      | -     |
| 1      | Jingle Bells - J-Ax                                     | Leonardo Fiaschi                       | Sì                         | 38        | 9          | 9     | 6          | 9       | 5           | -      | -     |
| 2      | Santa Claus is Coming to Town - Ivana Spagna            | Roberta Bonanno                        | Sì                         | 37        | 7          | 11    | 7          | 7       | 5           | -      | -     |
| 3      | È una storia, sai - La Bella e la Bestia                | Gabriele Cirilli e Valeria Marini      | No                         | 31        | 6          | 6     | 8          | 6       | 5           | -      | -     |

- Giudice imitatore: Ubaldo Pantani che imita Paolo Fox
- Co-conduttrice: Carolina Rey
- Ospiti: Luca Cordero di Montezemolo (in rappresentanza della fondazione Telethon), Paolo Belli e Arianna Ciampoli, Roberto Mancini
- Nota: prima delle votazioni della giuria e dopo l'esibizione del vincitore, tutti i concorrenti si sono esibiti coralmente in Do They Know It's Christmas? della Band Aid imitando le voci dei personaggi assegnati loro per questa puntata.

## Cinque punti dei concorrenti
Ogni concorrente deve dare cinque punti a uno degli altri concorrenti (oppure a sé stesso). Questi cinque punti, assegnati prima dei punteggi forniti dai membri della giuria, contribuiscono a formare la classifica finale e il vincitore di puntata, che viene svelato al termine della stessa.
| Alotta    | Bonanno            | Cannavò e Pretelli | Cirilli e Marini | Conticini e Spadaccino | Fiaschi | Greco   | Johnson | Morlacchi | Penna | Rocca   | Scanu  | Virginio               |
| --------- | ------------------ | ------------------ | ---------------- | ---------------------- | ------- | ------- | ------- | --------- | ----- | ------- | ------ | ---------------------- |
| Morlacchi | Cannavò e Pretelli | Rocca              | Virginio         | Cirilli e Marini       | Penna   | Johnson | Fiaschi | Scanu     | Greco | Bonanno | Alotta | Conticini e Spadaccino |

## Ascolti
| Messa in onda    | Telespettatori | Share  |
| ---------------- | -------------- | ------ |
| 11 dicembre 2022 | 3 122 000      | 18,10% |